# Ueslei Raimundo Pereira da Silva
Ueslei Raimundo Pereira da Silva, född 19 april 1972, är en brasiliansk tidigare fotbollsspelare.
Han vann skytteligan i J1 League 2003 med 22 gjorda mål på 27 matcher.